# Danny (fotbalista)
Daniel Miguel Alves Gomes známý pod přezdívkou Danny (* 7. srpna 1983, Caracas, Venezuela) je bývalý portugalský fotbalový záložník a bývalý reprezentant, naposledy působící v portugalském klubu CS Marítimo, kde i započal svou profesionální fotbalovou kariéru. Narodil se ve Venezuele portugalským rodičům, otec zde pracoval.
Velkou část své kariéry strávil v Rusku. Hrál za FK Dynamo Moskva a za Zenit Petrohrad. Do 21 let hrál za Sporting Lisabon. Se Zenitem vyhrál 3 ligové tituly, dvakrát ruský fotbalový pohár, jednou ruský superpohár a jednou Superpohár UEFA (v roce 2008), celkem 7 trofejí. Sezónu 2017/18 odehrál v pražské Slavii, se kterou oslavil zisk poháru. Po rozvázání smlouvy ve Slavii v létě 2018 se vrátil do klubu CS Marítimo, kde započal s profesionálním fotbalem.
Po se sebou nespokojeném podzimu se rozhodl ukončit kariéru. Dne 17.12.2019 tuto zprávu potvrdil.

## Klubová kariéra

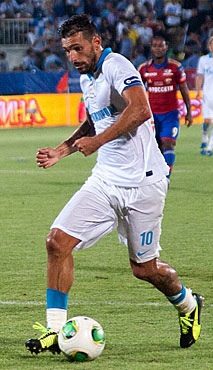
Zenit (2013)

Narodil se portugalským rodičům ve venezuelském Caracasu. V dětství se s rodiči přestěhoval na Madeiru. Tam začal hrál fotbal za místní klub CS Marítimo. V letech 2002–2005 byl hráčem Sportingu Lisabon.
Do Dynama Moskva přestoupil v roce 2005 za 2 miliony eur. Do Zenitu Petrohrad přestoupil 24. srpna 2008, přestupová částka byla 30 milionů eur, Danny se stal nejdražším přestupem ruské nejvyšší ligy. Trenér Dick Advocaat ho označil za nejlepšího středního záložníka v Rusku[zdroj?], v roce 2010 byl vyhlášen nejlepším hráčem ruské ligy.
V červnu 2017 byl uzavřen jeho přestup do českého klubu SK Slavia Praha, přišel zadarmo jako volný hráč. V 1. české lize debutoval 6. srpna 2017 proti FC Baník Ostrava (remíza 0:0). Příliš se však neprosadil a po roce se s klubem dohodl na předčasném ukončení smlouvy. Se Slavií si zahrál základní skupinu Evropské ligy a zvítězil v českém poháru. Vstřelil 2 branky, jednu v české lize, druhou v Evropské lize.
Na konci července 2018 oznámil svůj návrat do svého mateřského klubu CS Marítimo.

## Reprezentační kariéra
V A-mužstvu Portugalska debutoval 20. 8. 2008 v přátelském zápase v Aveiru proti reprezentaci Faerských ostrovů (výhra 5:0).
Reprezentoval Portugalsko v roce 2010 na mistrovství světa v Jihoafrické republice a v roce 2004 na Letních olympijských hrách.